# AJWA Group for Food Industries
AJWA Group for Food Industries (arabisch مجموعة اجواء للصناعات الغذائية, DMG Maǧmūʿat Aǧwāʾ li-ṣ-ṣināʿāt al-ġaḏāʾīya) ist ein Hersteller und Händler von Reis, Mais, Soja, Obst- und Gemüseprodukten sowie Speiseöl mit Sitz Ägypten und Saudi-Arabien. Die Firma befindet sich im Teilbesitz von Mohamed Bin Issa Al Jaber und beschäftigt nach eigenen Angaben rund 950 Mitarbeiter. Wie Reuters am 1. Januar 2011 bekannt gab, soll Al Jaber in seiner Rolle als Aufsichtsratsvorsitzender von einem Gericht in Ägypten wegen Finanzverbrechen in Abwesenheit zu zwei Jahren Haft sowie einer Geldstrafe von umgerechnet € 264.000 verurteilt worden sein. Das Unternehmen ist Mitglied im EGX 30 Index an der Egyptian Exchange.